# Kłodzisko
Kłodzisko is een plaats in het Poolse district  Szamotulski, woiwodschap Groot-Polen. De plaats maakt deel uit van de gemeente Wronki en telt 306 inwoners.